# L24 (U-Boot)
Die HMS L24 war ein U-Boot der britischen Marine, das während des Ersten Weltkrieges in Auftrag gegeben, aber erst nach dem Krieg fertiggestellt wurde und somit keinen Kriegseinsatz sah. Das Boot gehörte dem aus insgesamt 19 Einheiten bestehenden zweiten Baulos – auch als L9-Klasse bezeichnet – der L-Klasse an und war eines von vier U-Booten dieser Unterklasse, die zum Legen von Seeminen ausgestattet waren. Die Bestellung des Bootes war zwar bereits im Dezember 1916 erfolgt, indessen jedoch erfolgte die Kiellegung auf der Vickers-Werft in Barrow-in-Furness erst im Februar 1918. Nach dem Stapellauf am 19. Februar 1919, fand Ende Juli 1919 die Indienststellung statt. Das U-Boot sank 1924 im Ärmelkanal während eines Manövers infolge einer Kollision. Erster Kommandant des U-Bootes war Lieutenant Commander Geoffrey Warburton.

## Technische Details
Das U-Boot war maximal 72,72 Meter lang und 7,16 Meter breit. In aufgetauchtem Zustand lag der Tiefgang bei etwa 4,11 Meter. L24 verfügte über einen Treibstoffvorrat von 76 Tonnen Öl und erreichte damit eine Seeausdauer von knapp 3800 Seemeilen (bei 10 Knoten Marschfahrt) beziehungsweise von 1400 Seemeilen bei Höchstgeschwindigkeit. Zwei 12-Zylinder-Vickers-Admiralty-Dieselmaschinen mit je 1200 PS ermöglichte dem U-Boot in Überwasserlage eine Höchstgeschwindigkeit von 17 kn (bei 2400 Umdrehungen pro Minute). In getauchtem Zustand wurde der Antrieb von zwei je 800 PS starken, von insgesamt 336 Batteriezellen gespeisten Elektromotoren übernommen (für 10,5 kn Höchstfahrt). Die Testtauchtiefe lag bei rund 45 m (150 Fuß), die Maximaltauchtiefe bei etwa 75 m (250 Fuß).
Das U-Boot verfügte über vier 53,3-cm-Torpedorohre, welche sämtliche im Bug eingebaut waren, und führte insgesamt zehn Torpedos mit sich. Als eines von vier U-Booten des zweiten Bauloses der L-Klasse wurde L24 zum Legen von Seeminen ausgerüstet. Hierfür wurden die normalerweise bei den Booten dieses Typs vorhandenen zwei Hecktorpedorohre (die allerdings einen kleineren Durchmesser von 45,7 cm besaßen) nicht eingebaut. Stattdessen führte das Boot auf beiden Seiten des Rumpfes achtern je vier Minenlegeschächte (für je zwei Minen). Insgesamt konnten somit 16 Seeminen mitgeführt werden. Ferner besaß das U-Boot ein vor dem Turm installiertes Deckgeschütz im Kaliber 102 mm (L/40 Mark XII).

## Dienstzeit
Nach der Indienstnahme wurde L24 zur 3. U-Boot-Flottille in Portsmouth detachiert und verblieb dort bis März 1920, danach verlegte das Boot zur 5. U-Boot-Flottille in Gosport. Bis zum Verlust 1924 verblieb L24 dort und führte in den Folgejahren nur relativ ereignislose Ausbildungs- und Manövermissionen zwischen Portsmouth, Gosport und Dartmouth durch. Zwischen Dezember 1920 und August 1923 stand das U-Boot unter dem Kommando von Lieutenant Commander Anthony B. Lockhart. Ende August 1923 kam mit Lieutenant Commander Paul L. Eddis ein neuer Kommandant an Bord – er sollte der letzte befehlshabende Offizier des U-Bootes sein.

## Untergang
Am 10. Januar 1924 nahm L24 an Manövern südwestlich der Isle of Portland teil, zentraler Bestandteil der Übung waren Angriffe auf schwere Überwassereinheiten. In den Vormittagsstunden dieses Tages, etwa gegen 11:13 Uhr und rund elf Seemeilen südwestlich Portland Bill, bemerkte man an Bord des Schlachtschiffes Resolution einen dumpfen Schlag gegen den Vorsteven, so wie wenn das Schiff mit einem Unterwasserhindernis kollidiert wäre. Auch aufsteigende Luftblasen konnten bemerkt werden, jedoch war der Vorfall zunächst nicht mit L24 in Verbindung zu bringen. Zum Zeitpunkt der Unglückes herrschte winterliches, diesiges Wetter und die Sicht war vergleichsweise schlecht (was dazu beigetragen haben könnte, dass das Periskop des dicht unter der Wasseroberfläche laufenden U-Bootes an Bord des Schlachtschiffes nicht bemerkt wurde). Erst in den Abendstunden, nachdem das U-Boot nicht vom Manöver zurückgekehrt war und im Hafen man die doch beträchtlichen Schäden am Bug des Schlachtschiffes festgestellt hatte, begannen Flotteneinheiten, darunter das U-Boot-Bergeschiff Moordale sowie die Minensuchboote Truro und Burslem, mit der Suche nach dem Boot.
Das Wrack von L24 wurde bereits am nächsten Tag unter Zuhilfenahme eines Magnetometers lokalisiert, nahe jener Position, die die Resolution als Ort der Kollision gemeldet hatte. Obgleich somit das Wrack sehr schnell gefunden worden war, konnte infolge von stürmischem Wetter eine nähere Untersuchung durch Taucher erst rund einen Monat später erfolgen. Hierbei wurde ersichtlich, dass die Besatzung des U-Bootes das anlaufende Schlachtschiff möglicherweise bemerkt und dem Zusammenprall durch ein tieferes Abtauchen noch zu entgehen versucht hatte, zumindest wurden die Tiefenruder in entsprechendem Anstellwinkel vorgefunden. Das in einer Tiefe von maximal 55 Metern liegende Wrack wies ferner schwere Schäden am Heck auf, was den Rückschluss zuließ, dass das Schlachtschiff das knapp unter der Oberfläche laufende U-Boot überlaufen beziehungsweise achtern gerammt hatte. Mit L24 waren der Kommandant, Lieutenant Commander Eddis, und alle 42 Besatzungsangehörigen untergegangen.
Das auf Position 50° 22′ N, 2° 37′ W liegende Wrack unterliegt dem Schutz des Protection of Military Remains Act von 1986.